# Unihockey Prime League (mužský florbal)
Unihockey Prime League Men (podle sponzora také Lidl Unihockey Prime League Men, zkráceně L-UPL Men) je nejvyšší florbalová soutěž mužů ve Švýcarsku. Liga se skládá ze 12 týmů. Poprvé se hrála v sezóně 1983/1984.
Vítěz ligy má právo reprezentovat Švýcarsko na Poháru mistrů.

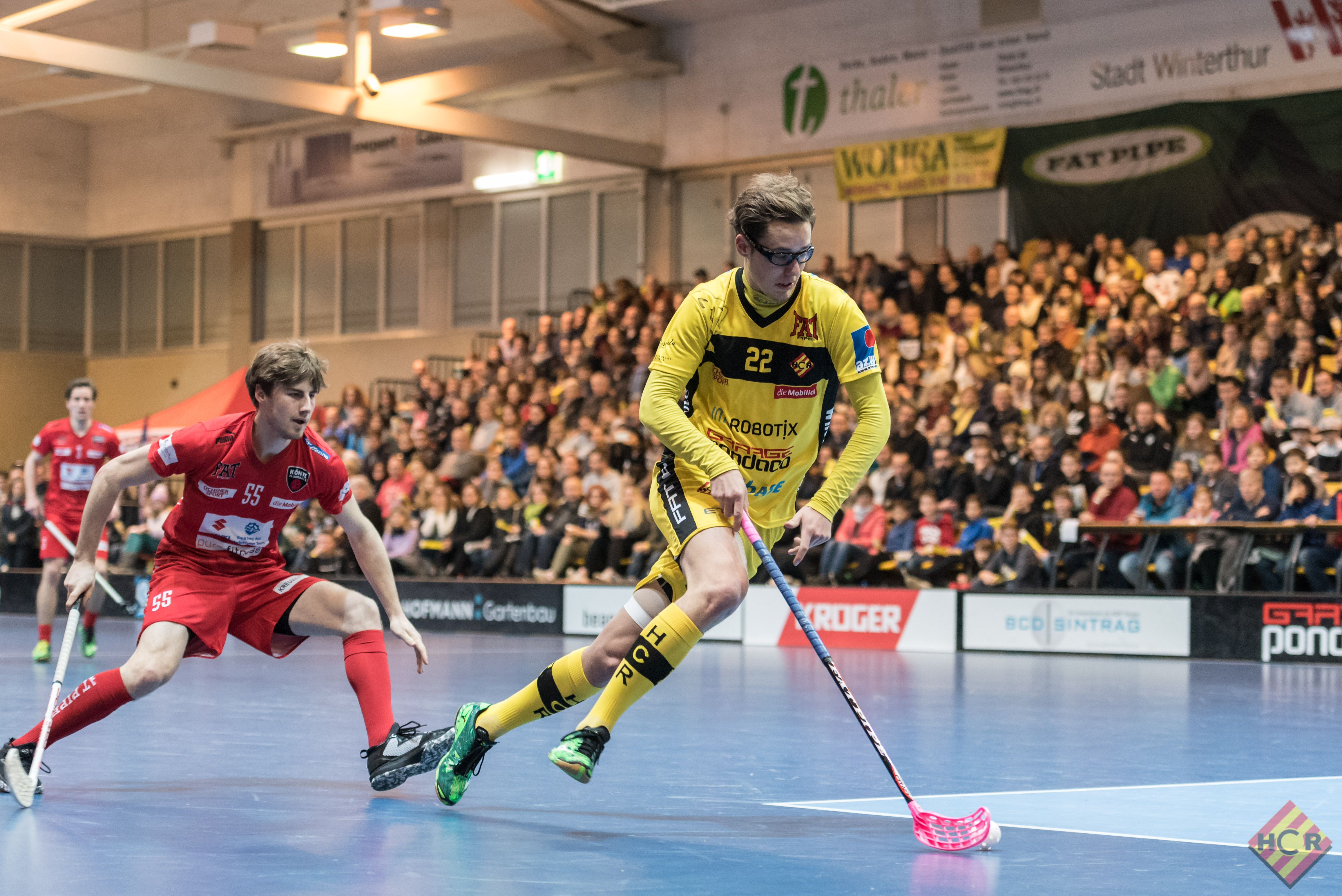
Zápas HC Rychenberg Winterthur – Floorball Köniz v sezóně 2016/2017

Nejúspěšnějším týmem ligy s 13 tituly, posledním z roku 2023, je SV Wiler-Ersigen. V poslední sezóně 2024/2025 zvítězil celkem podruhé tým Zug United.

## Historie
Od založení se soutěž jmenovala National League A (NLA). V sezónách 2007/2008 až 2012/2013 změnila název podle sponzora na Swiss Mobiliar League (SML). Po té se vrátila k NLA. Na současné jméno v souvislosti s novým sponzorem přešla od sezóny 2022/2023.
Superfinále, tedy jediný zápas o mistrovský titul, se poprvé hrálo v roce 2015.

## Systém soutěže
V základní části, která se koná přibližně od září do března, se všechny týmy dvakrát utkají každý s každým (celkem 22 kol). Za vítězství získává tým 3 body, za vítězství v prodloužení 2 body a za prohru v prodloužení 1 bod.

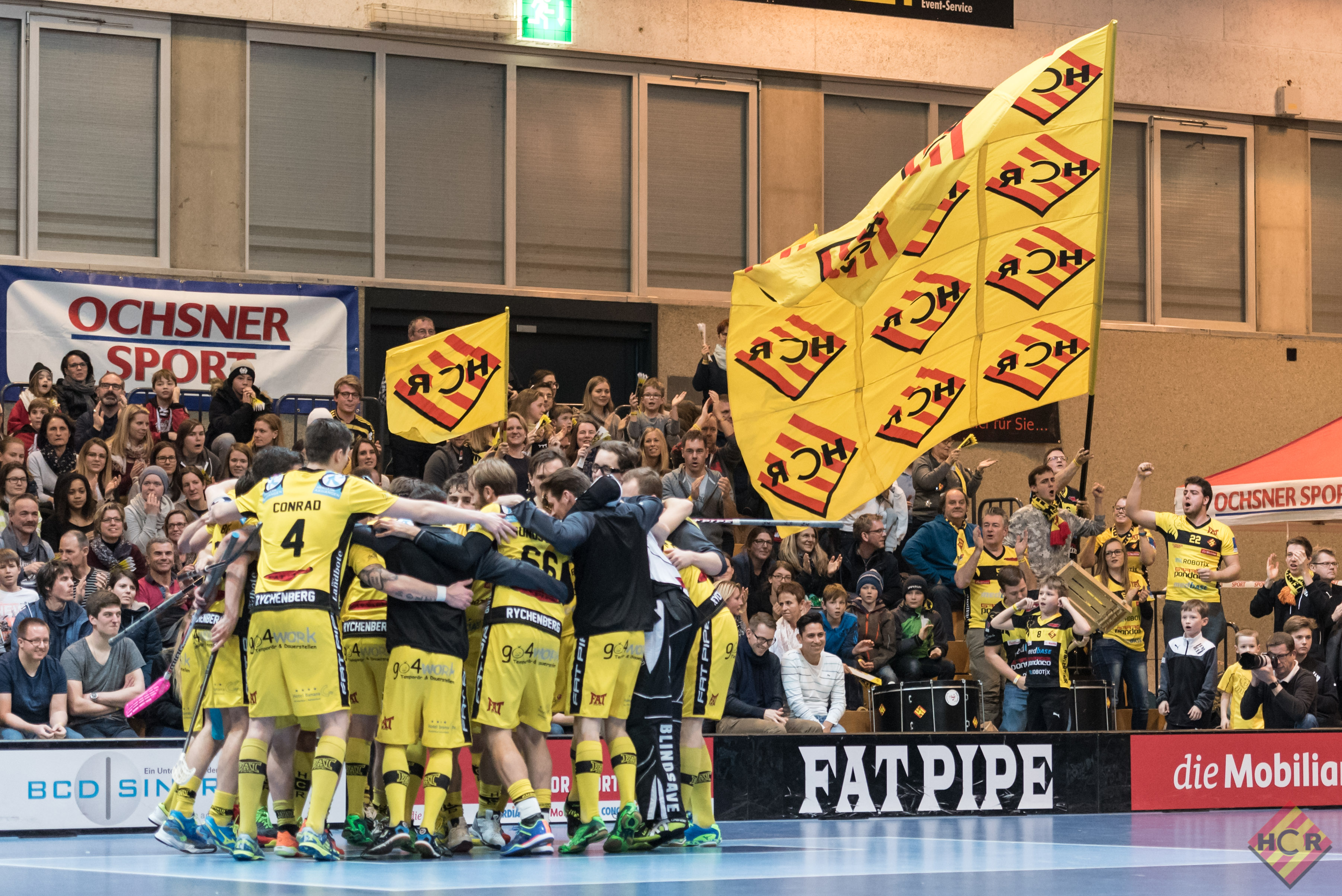
Hráči a fanoušci HC Rychenberg Winterthur v roce 2017

Po skončení základní části postupuje prvních osm týmů do play-off, které začíná většinou v březnu a vrcholí v dubnu. Pro čtvrtfinále si první tři týmy postupně volí soupeře z druhé čtveřice. Dvojice pro semifinále jsou určené pořadím v základní části. Čtvrtfinále a semifinále se hrají na čtyři vítězné zápasy. Ve finále se hraje jen jeden zápas, který se koná dohromady s finále ženské ligy, v rámci akce zvané Superfinal. Vítěz ligy postupuje na Pohár mistrů. Pokud v lize i Švýcarském poháru zvítězí stejný tým, postupuje i vicemistr ligy. Finalisté ligy a poháru proti sobě hrají v Supercupu.
Poslední čtyři týmy základní části, 9. s 12. a 10. s 11., spolu hrají o udržení, také na čtyři vítězné zápasy. Vítězové zůstávají v lize. Poražení hrají baráž proti dvěma nejlepším týmům National League B (NLB) na čtyři vítězné zápasy.

## Týmy soutěže
V sezóně 2024/2025:
- Chur Unihockey
- Floorball Köniz Bern
- Floorball Thurgau (Weinfelden)
- Grasshopper Club Zürich
- HC Rychenberg Winterthur
- SV Wiler-Ersigen
- Tigers Langnau (Zäziwil)
- UHC Alligator Malans
- UHC Uster
- Unihockey Basel Regio (Oberwil a Basilej)
- WASA St. Gallen
- Zug United

## Přehled vítězů
Vítězové v jednotlivých sezónách:
| - 1984 – UHC Urdorf - 1985 – UHT Zäziwil - 1986 – UHC Giants-Kloten - 1987 – UHT Zäziwil - 1988 – UHT Zäziwil - 1989 – UHC Rot-Weiss Chur - 1990 – UHC Rot-Weiss Chur - 1991 – UHC Rot-Weiss Chur - 1992 – UHC Rot-Weiss Chur - 1993 – UHC Rot-Weiss Chur - 1994 – UHC Rot-Weiss Chur - 1995 – UHC Rot-Weiss Chur - 1996 – UHC Rot-Weiss Chur - 1997 – UHC Alligator Malans - 1998 – UHC Rot-Weiss Chur - 1999 – UHC Alligator Malans - 2000 – UHC Rot-Weiss Chur - 2001 – UHC Rot-Weiss Chur - 2002 – UHC Alligator Malans - 2003 – UHC Rot-Weiss Chur - 2004 – SV Wiler-Ersigen | - 2005 – SV Wiler-Ersigen - 2006 – UHC Alligator Malans - 2007 – SV Wiler-Ersigen - 2008 – SV Wiler-Ersigen - 2009 – SV Wiler-Ersigen - 2010 – SV Wiler-Ersigen - 2011 – SV Wiler-Ersigen - 2012 – SV Wiler-Ersigen - 2013 – UHC Alligator Malans - 2014 – SV Wiler-Ersigen - 2015 – SV Wiler-Ersigen - 2016 – GC Zürich - 2017 – SV Wiler-Ersigen - 2018 – Floorball Köniz - 2019 – SV Wiler-Ersigen - 2020 – sezóna nebyla dohrána - 2021 – Floorball Köniz - 2022 – Grasshopper Club Zürich - 2023 – SV Wiler-Ersigen - 2024 – Zug United - 2025 – Zug United |

## Čeští medailisté
- Radim Cepek (hrající trenér HC Rychenberg Winterthur – 2010 )
- Patrik Dóža (Floorball Köniz – 2018 )
- Daniel Folta (Hornets Bulach – 1999 )
- Aleš Jakůbek (Grasshopper Club – 2012 )
- Martin Kisugite (Floorball Köniz – 2021 )
- Martin Ostřanský (UHC Alligator Malans – 2009 , 2011 , 2013 , 2015 )
- Radek Sikora (asistent trenéra SV Wiler-Ersigen – 2014, 2015, 2017, 2019, 2023 5×, 2018, 2021, 2022, 2024 4×)
- Vojtěch Skalík (HC Rychenberg Winterthur – 2010 , UHC Alligator Malans – 2015 )
- Tomáš Sladký (SV Wiler-Ersigen – 2008 )
- Daniel Šebek (SV Wiler-Ersigen – 2015 , 2017 )
- Aleš Zálesný (Tigers Langnau – 2009 )